# Salvaterra de Miño
Salvaterra de Miño és un municipi de la província de Pontevedra a Galícia. Pertany a la Comarca do Condado. És troba a la confluència de les valls dels rius Tea i Miño, i té com a límits naturals la Serra do Paradanta i As Neves, a l'est; al nord Mondariz i Ponteareas; al sud el riu Miño, que el separa de Portugal (C.M. de Monçao) i a l'oest limita amb el rierol Caselas que el separa de Salceda de Caselas i la parròquia de Caldelas de Tui, pertanyent al municipi de Tui (Pontevedra).

## Parròquies
- Alxén
- Arantei
- Cabreira
- Corzáns
- Fornelos
- Fiolledo
- Oleiros
- Leirado
- Lira
- Lourido
- Meder
- Pesqueiras
- Porto
- San Lourenzo
- Soutolobre
- Uma
- Vilacova